# Heather Nova
Heather Nova född 6 juli 1967 i Bermuda, bermudisk musiker, sångare och låtskrivare. 
Hennes egentliga namn är Heather Alison Frith. Som ung reste hon runt på en båt i Karibien med sina föräldrar och syskon. Hon flyttade till USA och började i The Rhode Island School of Performing Arts i Providence i Rhode Island.
Skivdebuten skedde 1993 med albumet Glow Stars. Albumet Siren (1998) innehöll hitlåten London Rain som låg på världens topplistor. Heather Nova har samarbetat med artister som ATB, Bernard Butler och Bryan Adams. Tillsammans med det svenska bandet Eskobar fick Heather Nova hitlåten Someone New.

## Diskografi
- 1990 - These Walls EP (släppt under namnet Heather Frith)
- 1993 - Spirit In You EP
- 1993 - Glow Stars
- 1993 - Blow
- 1994 - Oyster
- 1995 - Live AT The Milky Way
- 1998 - Siren med sången I'm Alive
- 2000 - Wonderlust
- 2001 - South
- 2003 - Storm
- 2004 - Live at the Union Capel
- 2005 - Redbird
- 2008 - The Jasmine Flower
- 2011 - 300 Days at Sea
- 2015 - The way it feels